# 佩列維茲 (哈佳奇區)
50°10′32″N 33°59′20″E / 50.17556°N 33.98889°E
佩列維茲（烏克蘭語：Перевіз），是烏克蘭中部的村莊，隸屬波爾塔瓦州的米爾霍羅德區。該村處於普肖爾河右岸，始建於1795年，面積0.63平方公里，海拔高度120米，2001年人口40。